# Liste de jeux Williams Electronics
Ne doit pas être confondu avec Liste de jeux Williams Manufacturing Company, Liste de jeux Williams Electronic Manufacturing Company ou Liste de jeux Williams Electronics Games.
La liste de jeux Williams Electronics répertorie les jeux d’arcade, les jeux vidéo d'arcade, ainsi que les flippers produits par Williams Electronics. Ces jeux ont été manufacturés de 1967 à 1985.

## Flippers mécaniques
- Dealers Choice (1974)
- Solids 'N Stripes (1970)

## Flippers électromécaniques
- 3 Jokers (1970)
- 4 Aces (1970)
- Aces & Kings (1970)
- Action Baseball (1971)
- Argosy (1977)
- Aztec (1976)
- Ball Park (1968)
- Big Ben (1975)
- Big Deal (1977)
- Big Star (1972)
- Black Gold (1975)
- Blast Off (1967)
- Blue Chip (1976)
- Cabaret (1968)
- Cue-T (1968)
- Daffie (1968)
- Darling (1973)
- Ding Dong (1968)
- Dipsy Doodle (1970)
- Doodle Bug (1971)
- Doozie (1968)
- EXPO (1969)
- Fan-tas-tic (1972)
- Fast Ball (1969)
- Fun-Fest (1973)
- Gay 90's (1970)
- Gold Rush (1971)
- Golden Bells (1959)
- Granada (1972)
- Grand Prix (1976)
- Gridiron (1969)
- Gulfstream (1973)
- Hayburners II (1968)
- High Ace (1974)
- Hit and Run BaseBall (1970)
- Honey (1972)
- Hot Tip (1977)
- Jackpot (1971)
- Jai Alai (1978)
- Jive Time (1970)
- Jubilee (1973)
- Kickoff (1967)
- Klondike (1971)
- Lady Luck (1968)
- Liberty Bell (1977)
- Line Drive (1972)
- Little Chief (1975)
- Love Bug (1971)
- Lucky Ace (1974)
- Lucky Seven (1977)
- Lunar Shot (1967)
- Match Race (1973)
- Miss-O (1969)
- Olympic Hockey (1972)
- OXO (1973)
- Paddock (1969)
- Pat Hand (1975)
- Pit Stop (1968)
- Planets (1971)
- Post Time (1969)
- Rancho (1977)
- Road Champion (1977)
- Rock 'N Roll (1970)
- Roto (1969)
- Satin Doll (1975)
- Scoreboard (1967)
- Set Up (1969)
- Seven Up (1969)
- Skee Skill (1973)
- Skylab (1974)
- Smart Set (1969)
- Smarty (1968)
- Solids N Stripes (1971)
- Space Mission (1976)
- Space Odyssey (1976)
- Spacelab (1974)
- Spanish Eyes (1972)
- Star Action (1974)
- Star Pool (1974)
- Stardust (1971)
- Straight Flush (1970)
- Strato-Flite (1974)
- Strike Zone (1970)
- Student Prince (1968)
- Summer Time (1973)
- Super Star (1972)
- Super-Flite (1974)
- Suspense (1969) (1969)
- Swinger (1972)
- Toledo (1975)
- Tramway (1974)
- Travel Time (1973)
- Triple Action (1974)
- Triple Strike (1975)
- Tropic Fun (1973)
- Upper Deck (1973)
- Valencia (1975)
- Wild Card (1977)
- Winner (1972)
- Yukon (1971)
- Yukon Special (1971)
- Zodiac (1971)

## Flippers électroniques
- Algar (1980)
- Alien Poker (1980)
- Avalanche (1985)
- Aztec (1976)
- Bad Cats (1989)
- Barracora (1981)
- Black Knight (1980)
- Black Knight Limited Edition (1981)
- Blackout (1980)
- Comet (1985)
- Contact (1978)
- Cosmic Gunfight (1982)
- Cyclone (1988) (1988)
- Cyclops (1980)
- Defender (1982)
- Disco Fever (1978)
- Firepower (1980)
- Firepower II (1983)
- Flash (1978)
- Flash (1979)
- Gorgar (1979)
- Grand Lizard (1986)
- Gridiron (1984)
- Guardian (1983)
- High Speed (1986)
- High Steel (1985)
- Hot Tip (1977)
- Hyperball (1981)
- Joust Pinball (1983)
- Jungle Lord (1981)
- Laser Ball (1979)
- Laser Cue (1984)
- Light Speed (1984)
- Lucky Seven (1978)
- Pennant Fever (1984)
- Pharaoh (1981)
- Phoenix Pinball (1978)
- Pokerino (1978)
- Rat Race (1983)
- Rat Race II (1985)
- Reflex (1982)
- Rock 'N Roll (1979)
- Scorpion (1980)
- Solar Fire (1981)
- Sorcerer (1985)
- Space Shuttle (1984)
- Spellbinder (1982)
- Star Fighter (1983)
- Star Light (1984)
- Stellar Wars (1979)
- Still Crazy (1985)
- Thunderball (1982)
- Time Fantasy (1983)
- Time Warp (1979)
- Tri Zone (1979)
- Varkon (1982)
- Warlok (1982)
- Williams Lanes (1979)
- World Cup (1978)

## Jeux d'arcade
- Goalie (1971)
- Jungle Drums (1971)
- Alley Cats Shuffle Alley (1985)
- Ambush (1973)
- Aqua Gun (1969)
- Bonanza (1970)
- Darts (1970)
- El Grande (1973)
- Flotilla (1970)
- Hit And Run (1970)
- King Tut (1979)
- Mini Bowl (1970)
- Pennant Fever (1984)
- Penny Pitch (1973)
- Phantom Gun (1969)
- Ringer (1973)
- Seville (1976)
- Sniper (1970)
- Space Pilot (1968)
- Spooks (1968)
- Topaz (1978)
- Stockade (1972)
- Strike Zone (1984)

## Jeux vidéo d'arcade
- Aeroboto (1984)
- Bubbles (1982)
- Defender (1981)
- Devastator (1984)
- Inferno (1984)
- Joust (1982)
- Make Trax (1981)
- MotoRace USA (1983)
- Mystic Marathon (1984)
- Paddle-Ball (1973)
- Pro Tennis (1973)
- Roller Aces (1983)
- Sinistar (1982)
- Speed Ball: Contest at Neonworld (1985)
- Splat! (1982)
- Star Rider (1983)
- Turkey Shoot (1984)

### Édition
- 1942 (1984)
- Blaster (1983)
- Robotron: 2084 (1982)
- Stargate (1981)
- Playball! (1983)